# 旭浜駅
旭浜駅（あさひはまえき）は北海道山越郡長万部町字旭浜にあった北海道旅客鉄道（JR北海道）室蘭本線の駅（廃駅）である。利用者僅少に伴い2006年（平成18年）3月18日に廃駅となった。

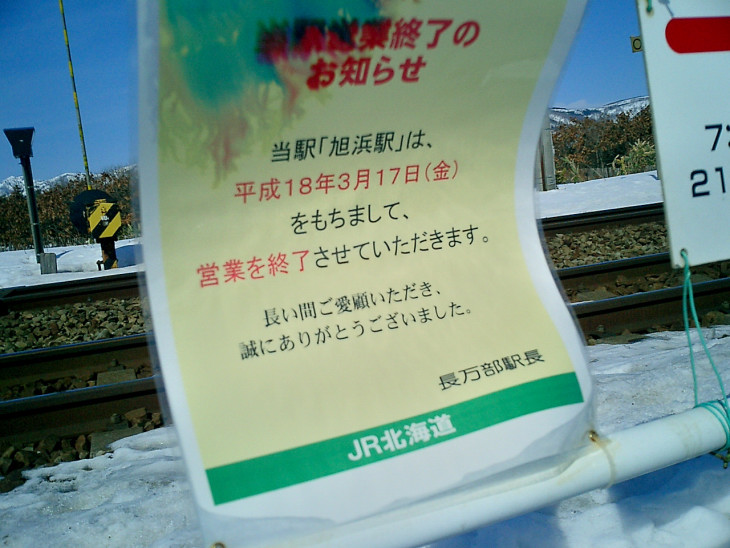
営業終了の張り紙(2006年3月)

## 歴史

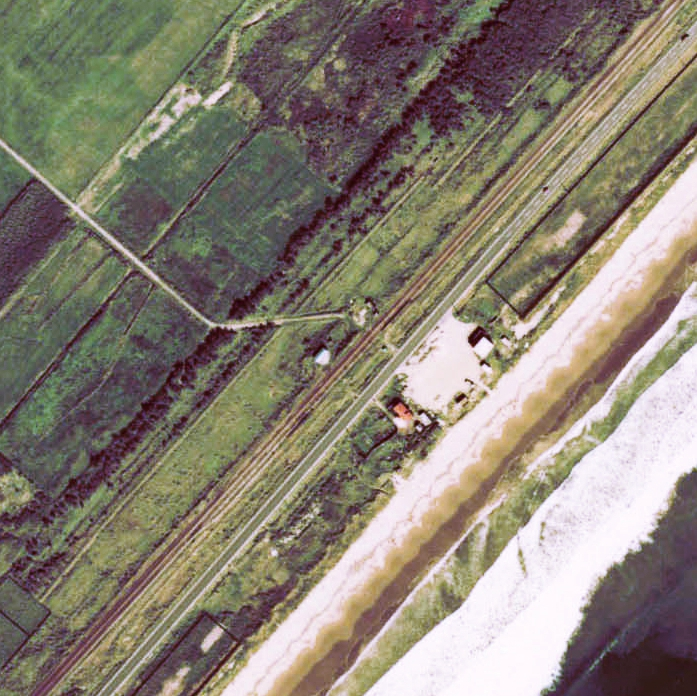
1976年の旭浜仮乗降場と周囲約500m範囲。左下が長万部方面。写真中央の踏切（この踏切と農道自体は信号場時代の1966年時点では存在しない。）を挟んで千鳥状に相対式ホーム2面が設置されている。

- 1943年（昭和18年）9月25日 - 国有鉄道の旭浜信号場として設置[1][3]。その後付番された事務管理コードは▲140301[4]。
- 1969年（昭和44年）9月20日 - 長万部-静狩間複線化に伴い旭浜信号場廃止[1]。同所に旭浜仮乗降場（局設定）設置[1]。
- 1987年（昭和62年）4月1日 - 国鉄分割民営化により北海道旅客鉄道（JR北海道）に継承、旅客駅に昇格[1][3]。
- 1990年（平成2年）3月10日 - 営業キロ設定[1]。
- 2006年（平成18年）
  - 3月18日 - 利用者僅少に伴い廃止となる[2]。
  - 8月下旬 - 構内の設備が撤去される。

### 駅名の由来
「近くにある旭浜という浜の名から」とされている。

## 駅構造
廃止時点で、相対式ホーム2面2線を有する複線区間の地上駅。互いのホームは千鳥式に配置されており、構内踏切で連絡していた。無人駅となっており、駅舎は存在せず、構内踏切の脇に待合室が設置されていた。

## 駅周辺
いわゆる「秘境駅」で、旭浜集落までかなりの距離があった。周囲には廃ドライブインがあるほか、水産加工場が徒歩圏にあるのみであった。
- 内浦湾
- 国道37号

## その他
廃止まで、道南と道央を移動する場合のメインルートである室蘭本線経由（いわゆる「海線」）の乗車券では経由欄に「旭浜」と表示されることが多く、直接の利用者が少なかったのに反して目にする機会が比較的多い駅名であった。なお現在では中ノ沢以南から小幌以遠の室蘭線経由の乗車券の場合、隣の静狩駅が経由欄に記載されている。

## 隣の駅
北海道旅客鉄道
室蘭本線
長万部駅 - 旭浜駅 - 静狩駅